# Germán Leguía
Germán Leguía (Lima, 2 de janeiro de 1954) é um ex-futebolista peruano. Ele competiu na Copa do Mundo FIFA de 1982, sediada na Espanha, na qual a seleção de seu país terminou na 20º colocação dentre os 24 participantes.